# Åsnefest
Åsnefest, latin festum asinorum, var en religiös folkfest som firades från tidig medeltid. Den utgjorde en episod av de narrfester som firades sedan 800-talet i Frankrike, Belgien, Spanien och Italien vid jultiden och i juni. Åsnefesten firades till ära för den åsninna som Jesus red på vid sitt intåg i Jerusalem och för den åsna som Maria red på med Jesusbarnet under flykten till Egypten.
Ryktbarast var den åsnefest som årligen 14 januari ägde rum i Beauvais. En åsna som klätts i mässkjorta och som dresserats att knäfalla och som på sin rygg bar stadens vackraste flicka med ett litet barn, fördes i stor procession in i katedralen och fram till altaret. Där hedrades åsnan genom att man sjöng en latinsk lovsång med fransk refräng. Sångerna avslutades med åsneskri ("y-a") och i stället för att läsa välsignelsen utstötte prästen tre gånger detta skri, som besvarades på samma sätt av folket. I Rouen handlade åsnefesten om profetiorna om Jesu födelse. Djuret föreställde där Bileams åsna, och en präst som var gömd mellan dess ben ropade ut profetian. Oordentligheter och utsvävningar var vanliga vid dessa fester och gjorde att de gång på gång förbjöds, bland annat av påven Innocentius III år 1207. Men på grund av folkets och det lägre prästerskapets sedliga råhet fortsatte de ändå in på 1400-talet, i Douai ända till 1668.